# 청주교육대학교 부설초등학교
청주교육대학교 부설초등학교는 대한민국 충청북도 청주시 서원구 수곡동 소재의 국립 초등학교다.

## 학교 연혁
- 1941년 4월 20일: 청주사범학교 부속국민학교 개교(6학급 교사 9명, 설립인가 3월 28일)
- 1942년 3월 20일: 제1회 졸업식(39명)
- 1943년 1월 16일: 수곡동 135번지(현 위치)로 이전
- 1962년 3월 1일: 청주교육대학 부속국민학교로 개칭
- 1980년 11월 24일: 본교 교사 개축 완공
- 1980년 12월 15일: 급식소 준공
- 1981년 8월 24일: 식당 준공
- 1984년 3월 1일: 18학급 편성
- 1984년 10월 26일: 3층 5개 교실 증축
- 1985년 9월 2일: 교과 전담제 실시
- 1988년 8월 31일: 식당 증축(64평) 총 131평
- 1988년 11월 18일: 롤러스케이트장 개장
- 1989년 6월 22일: 학교버스 운행
- 1991년 10월 22일: 급식소 2층 도서실 신축(50평)
- 1992년 10월 23일: 교육부 지정 연구보고회 개최(특별활동)
- 1993년 3월 1일: 청주교육대학교 부속국민학교로 개칭
- 1995년 9월 15일: 교육부 지정 연구보고회 개최(교육과정)
- 1996년 3월 1일: 청주교육대학교 부속초등학교로 개칭
- 2001년 3월 1일: 청주교육대학교 부설초등학교로 개칭
- 2003년 11월 21일: 교육인적자원부 지정 상설연구학교 운영보고
- 2010년 12월 22일: 학교 본관 개축(5층 31실)
- 2011년 9월 30일: 교사전문성신장체제(PDS) 구축 및 Workshop 개최
- 2012년 11월 23일: 교사학습공동체(PLC) 활동 및 Workshop 개최
- 2013년 11월 22일: 교사학습공동체(PLC) 활동 및 Workshop 개최
- 2015년 3월 1일: 제26대 박대섭 교장 부임
- 2016년 2월 12일: 제75회 졸업, 졸업생수 86명(총 7,725명)
- 2018년 1월 4일: 제 77회 졸업, 졸업생수 66명(총 7,875명)

## 참고 자료
- 청주교육대학교 부설초등학교 - 한국교육학술정보원 학교알리미